# Bayankhairkhan (Zavkhan)
Le sum de Bayankhairkhan (mongol : ᠪᠠᠶᠠᠨᠬᠠᠢᠢᠷᠬᠠᠨ
ᠰᠤᠮᠤ, cyrillique : Баянхайрхан сум, MNS : Bayankhairkhan sum) est situé dans l'aïmag (ligue) de Zavkhan en Mongolie. Sa population était de 2 090 habitants en 2010.